# Insaf Yahyaoui
Insaf Yahyaoui (sinh ngày 3 tháng 1 năm 1981) là một Judoka người Tunisia.
Cô đã hoàn thành ở vị trí thứ năm chung trong hạng nặng (+78   kg) phân chia tại Thế vận hội Mùa hè 2004, đã thua trận tranh huy chương đồng trước Tea Donguzashvili của Nga.